# 한광 (연왕)
한광(韓廣, 265? ~ 기원전 206년)은 중국 진나라 말, 초한전쟁기의 인물이며, 항우가 세운 열여덟 제후왕 중 하나다.
원래는 상곡군의 하급 관리였다. 기원전 209년, 진승과 오광이 진나라에 저항하여 봉기하고(진승 · 오광의 난) 이른바 장초(張楚)를 세웠으며 무신을 파견해 옛 조나라 땅을 공격하게 했다. 무신은 옛 조나라의 영역을 평정하고 장초에서 독립하여 조나라 왕이 된 후, 한광을 장수로 삼아 옛 연나라 땅을 거두게 했다. 한광은 옛 연나라의 귀족들과 유력 인사들에게 추대되어 연나라 왕으로 자립했다.
이듬해에 조나라가 진나라에서 보낸 장한에게 공격을 받자 휘하 장수 장도(臧荼)를 보내 구원하게 했다. 장도는 초나라의 항우를 주축으로 한 제후들의 조나라 구원군에 들어갔고, 이후 항우를 따라 함곡관을 넘어 기원전 206년에 진나라를 멸망시키기까지 함께했다. 항우는 진나라를 멸하고서 각지에 제후들을 세웠는데, 자신을 따라 같이한 사람들에게 보답하고 각지에서 세워진 제후들의 세력을 약화하고자 기존 제후들의 영역을 나누어 제후들이 파견한 장수들을 왕으로 세웠다. 이에 따라, 한광은 요동왕(遼東王)으로 봉국이 옮겨졌고 장도가 한광을 대신해 연나라의 왕이 되었다. 한왕 원년 4월(기원전 206년), 장도가 연나라로 돌아와 한광을 요동으로 몰아내려 하자, 한광은 이에 저항하였고 근거지였던 무종에서 장도에게 공격을 받아 죽었다. 이에 따라, 요동왕의 봉지는 연왕 장도가 아울렀다.